# منظومة أبل البيئية

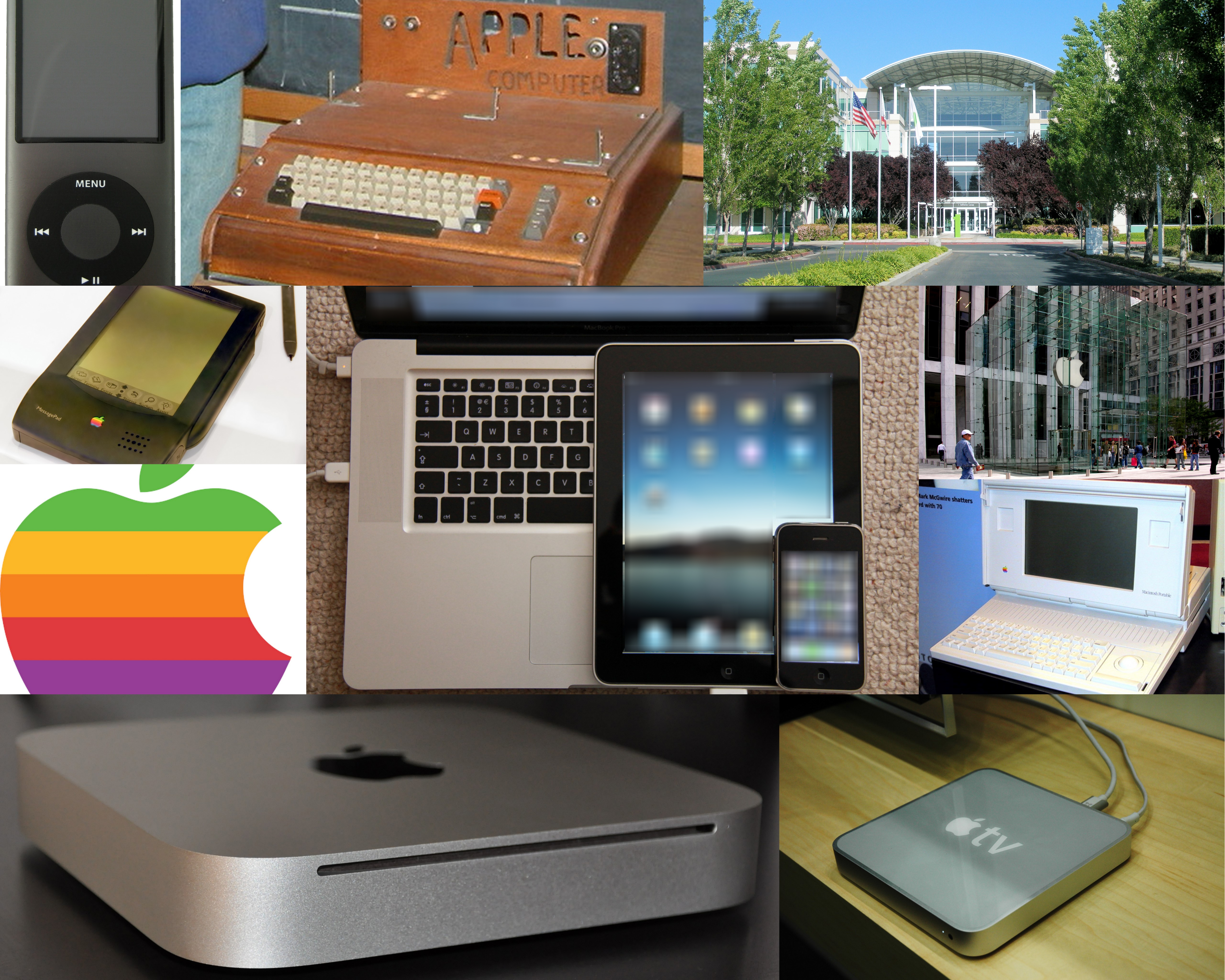
العديد من منتجات أبل المختلفة التي تكمل المنظومة البيئية.

منظومة أبل البيئية أو نظام أبل البيئي (بالإنجليزية: Apple ecosystem)‏ هو مصطلح يستخدم لوصف النظام البيئي الرقمي لمنتجات شركة أبل، بما في ذلك آيفون وآي باد وأبل واتش وهوم بود وآيربودزوما إلى ذلك. وغالبًا ما يتم الإشادة به لتكامله السلس وتحسينه بين مختلف شبكات الأجهزة والبرامج والخدمات، ويتم التأكيد عليه بشكل كبير من خلال تركيز أبل على الخصوصية. وهي معروفة أيضًا بقدرتها على حجز المستخدمين في هذه الشبكة حيث يصعب الخروج منها.

## الوصف
تُوصف شبكات وأنظمة أساسية متنوعة من المعدات والأجهزة التفاعلية من أبل على أنها نظام بيئي نظرًا لكيفية عملها بسلاسة مع بعضها البعض والاستفادة منها في آن واحد. غالبًا ما تأتي منتجات أبل بميزات إضافية عند إقرانها بمنتجات أبل الأخرى، على العكس من بدلاؤها. تعتبر الخصوصية أيضًا ميزة رئيسية للنظام البيئي، حيث تقوم أبل بتسويق منتجاتها بمعايير عالية من الخصوصية، وتستخدمها أحيانًا كنقطة بيع على المنافسين.

### «المنصة المغلقة»
غالبًا ما يُوصف النظام البيئي لشركة أبل بأنه «منصة مغلقة». بينما تتكامل الأجهزة الطرفية مثل آيربودز وهوم بود وآير تاغ بشكل مكمل في النظام البيئي، مع منتجات مثل آيفون، فإنها لا تعمل بشكل جيد أو مع العديد من الميزات مع الأجهزة المنافسة مثل الهواتف الذكية التي تعمل بنظام أندرويد. كما أنه ليس من السهل التبديل من النظام البيئي بمجرد الانغماس فيه، حيث إنه مصمم لمنع المستخدمين من المغادرة.

## وصلات خارجية
- الخصوصية على أبل
- المنظومة البيئية على Developer Apple